# Coconut Island (Australien)
Coconut Island, von den Einheimischen Poruma genannt, ist eine kleine Insel in der Mitte der Torres Strait, einer Meerenge zwischen Australien im Süden und Papua-Neuguinea im Norden. Die Insel zählt zu den Torres-Strait-Inseln.
Der Verwaltungsgliederung nach gehört Coconut Island zu den Central Islands, einer Inselregion im Verwaltungsbezirk Torres Shire des australischen Bundesstaats Queensland.
Das nur etwa 37 Hektar große, kaum über den Meeresspiegel ragende Eiland liegt im Norden einer 7,26 km² großen Riffplattform, die vielen Meeresschildkröten zur Eiablage dient. 800 Meter östlich liegt Moian Reef mit einer Fläche von 1,68 km² und 6,7 km östlich liegt Newman Reef mit einer Fläche von 1,55 km². Auf Moian Reef liegt die 1,6 Hektar große, vegetationslose Insel Moian Cay. Auch Newman Reef weist eine kleine vegetationslose Insel auf.
Die Insel weist eine abnehmende Bevölkerung auf. Die Volkszählung von 2006 stellte nur noch 166 Einwohner fest, nach 180 fünf Jahre zuvor. Die Bewohner sind Melanesier, deren heutige Haupteinnahmequelle der Tourismus ist.

## Bevölkerung
Auf der Insel lebten laut dem Census 2016 167 Menschen. Die Bevölkerungsdichte lag dementsprechend bei 451 Einwohnern pro Quadratkilometern. Der Anteil der indigenen Bevölkerung (Torres-Strait-Insulaner) lag bei fast 95 %.
Während bis 2014 die Bevölkerung immer weiter gesunken ist, steigt sie seitdem wieder an.
| Bevölkerungsentwicklung | Bevölkerungsentwicklung |
| Censusjahr              | Einwohnerzahl           |
| ----------------------- | ----------------------- |
| 2001                    | 180                     |
| 2006                    | 166                     |
| 2011                    | 149                     |
| 2016                    | 167                     |